# William Sutherland Maxwell
Pour les articles homonymes, voir William Sutherland, William Maxwell, Sutherland et Maxwell.
William Sutherland Maxwell, né à Montréal en 1874 - décédé à Montréal en 1952, est un architecte montréalais.
William Sutherland Maxwell travaille d'abord brièvement dans l'agence de son frère Edward Maxwell à Montréal avant de poursuivre son apprentissage dans une agence de Boston. En 1899-1900, il étudie à l'École des beaux-arts de Paris. De retour à Montréal, il s'associe de nouveau avec son frère Edward en 1902 jusqu'à la mort de ce dernier survenue en 1923. Les réalisations les plus remarquables des deux frères sont l'édifice de l'Assemblée législative de la Saskatchewan à Regina (1908-1911) et l'édifice du Musée des beaux-arts de Montréal (1910-1912) de la rue Sherbrooke. Leur ultime œuvre commune demeure l'aile Saint-Louis et à la tour de l'hôtel Château Frontenac à Québec, dont les travaux prennent fin en 1924, un an après le décès de son frère. La maison de campagne qu'il dessine avec son frère pour le compte de Louis-Joseph Forget, à Senneville (île de Montréal) (1899), est un exemple remarquable de son œuvre dans le domaine résidentiel.
En 1914, alors que l'entreprise est à son apogée, il est élu président de l'Association des architectes de la Province de Québec (AAPQ). Comme dernière œuvre, il réalise à la fin des années 1940 le Mausolée du Báb à Haïfa en Israël, après s'être converti au baha'isme.

## Source
- Biographie de William Sutherland Maxwell